# Montfaucon, Gard
Montfaucon este o comună în departamentul Gard din sudul Franței. În 2009 avea o populație de 1.399 de locuitori.

## Evoluția populației
| An        | 1975  | 1982  | 1990  | 1999  | 2006  | 2009  |
| --------- | ----- | ----- | ----- | ----- | ----- | ----- |
| Populație | 1.058 | 1.153 | 1.266 | 1.329 | 1.295 | 1.399 |